# Prthivi Corona
La Prthivi Corona è una struttura geologica della superficie di Venere.